# باتريك بليك
باتريك بليك هو سياسي كندي، ولد في 6 مارس 1846، وتوفي في 20 نوفمبر 1909.